# Горный бурый бюльбюль
Горный бурый бюльбюль (лат. Arcanator orostruthus) — вид птиц из семейства Modulatricidae. Выделяют 3 подвида. Родом из Мозамбика и Танзании. Единственный представитель рода Arcanator. Этот вид имеет разрозненное распространение и встречается на нескольких горных хребтах, включая горы Усамбара и Удзунгва в Танзании, а также нагорье Ньеси и гору Мабу в северном Мозамбике. Он обитает в густых, влажных горных лесах. Большая часть естественной среды обитания деградировала или иным образом пострадала от деятельности человека. Большая часть леса была вырублена для сельскохозяйственных целей. Также происходят лесозаготовки, особенно для получения древесины с лесного дерева Faurea gotzeliana. Это снижает густоту леса, снижая качество среды обитания птиц. Некоторые популяции находятся на охраняемых территориях, но считается, что популяция этого вида в целом сокращается.